# 土耳其廣播電視公司新聞頻道
土耳其廣播電視公司新聞頻道（土耳其語：TRT Haber）是土耳其廣播電視公司一條於2010年開播的電視頻道，主要播放各類新聞和時事節目。這條頻道跟公司其他電視頻道一樣均為每日24小時不停播放，並在2013年11月18日正式開播高清電視訊號。